# عرام السلمي
عَرَّام بن الأَصْبَغ السُّلَمي (ت نحو 275 هـ/ 888 م) أعرابي من بني سُلَيم، كان عارفًا بأسماء المواضع في بلاد العرب.

## سيرته
عاش عَرَّام في القرن الثالث الهجري وتوفي نحو عام 275هـ/ 888م. 
نسبه في بني سُليم من أهل الحِجاز، وكان خبيرًا في مواضع بلاد العرب، ثقةً في معرفة جبال تهامة وقراها وسكَّانها وأشجارها ومياهها. 
تنقَّل في جهات تهامة، ووضع كتابًا أسماه (أو سُمِّيَ من بعده) "كتاب أسماء جبال تهامة وسكَّانها وما فيها من القُرى وما ينبت عليها من الأشجار وما فيها من المياه".
وصدر الكتاب بتحقيق عبد السلام هارون، وعُني بنشره يوسف زينل ومحمد نصيف.